# Lestes sigma
Lestes sigma – gatunek ważki z rodziny pałątkowatych (Lestidae). Występuje na terenie Ameryki Północnej i Ameryki Środkowej.